# Рахимзянов, Рафис Раифович
Рафис Раифович Рахимзянов (29 июня 1973) — российский удмуртский шашист (русские и международные шашки). Серебряный призёр командного чемпионата России по международным шашкам 2013 года в блице (сб. Удмуртии). Проживает в Ижевске.
КМС. Выступает за клуб ОАО Белкамнефть, в составе которого выиграл Командный чемпионат Республики Удмуртия (2012). Призёр чемпионатов Удмуртии

## Образование
- 1980—1990 гг. - школа № 52 Ижевска